# Dziuchy

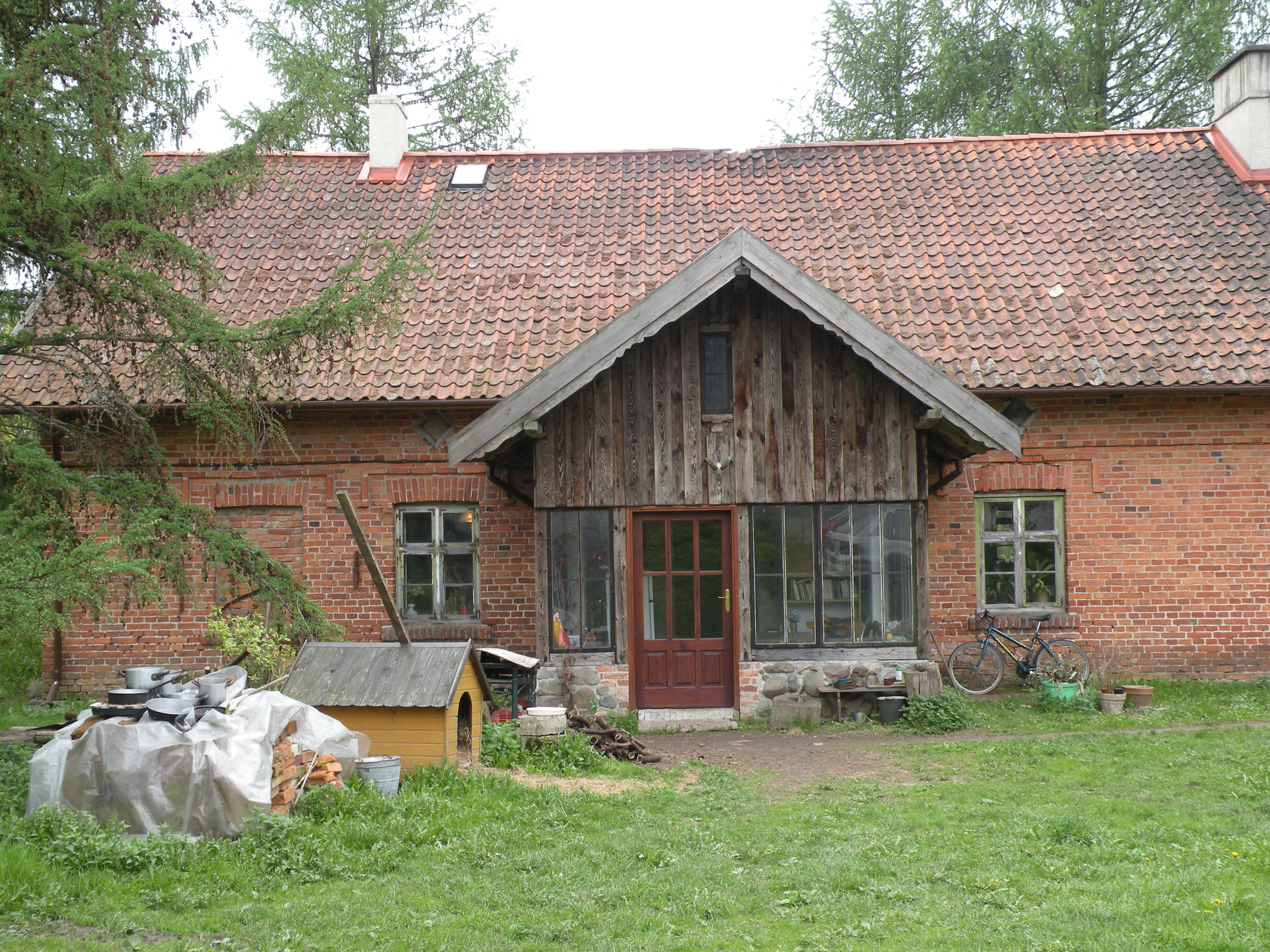
Dziuchy, dom

Dziuchy (w użyciu także nazwy Trzcianki, Jaśniewo, Nowy Przykopiec, niem. Dziuchen, 1938–1945 Grabenau Wald) – osada w Polsce położona w województwie warmińsko-mazurskim, w powiecie olsztyńskim, w gminie Purda. W latach 1975–1998 miejscowość administracyjnie należała do województwa olsztyńskiego.
Osada położona ok. 3 km na południowy wschód od Nowej Wsi, na północ od Butryn, przy drodze Olsztyn-Butryny. Odbywają się tu spotkania pn. Ekologiczne Działania Entuzjastów Natury EDEN.

## Historia
W 1858 r. Dziuchy należały do parafii katolickiej w Butrynach. W tym roku odnotowano w Dziuchach 3 dzieci do 6. roku życia, jednego chłopca w wieku 7-14 lat oraz 9 osób powyżej 14 lat. Dzieci z Dziuch miały wyznaczona szkołę w Przykopie. Ale jedno dziecko zobowiązane do nauki nie korzystało w rzeczywistości ze szkoły w Przykopie. W wykazie parafialnym z 1874 r. i 1880 r. mieszkańcy Dziuch liczeni byli łącznie ze Starym Przykopem i Nowym Przykopem. W 1895 r. 3 października radca budowlany oglądał budynek gospodarza Ehma, który planowano zakupić na rzecz przewidywanej tu szkoły. W szkole tej miały uczyć się dzieci z Dziuch i Małego Przykopu oraz leśnictw: Przykop, Jełguń i Pokrzywy. W 1902 r. w osadzie mieszkało 28 osób (wszyscy katolicy), w 1907 r. w Dziuchach mieszkały 22 osoby (w tym 18 katolików). 
Na początku lat 30. XX w. funkcjonowała szkoła katolicka w Dziuchach, nauczycielem był Kutz. W 1938 r. szkoła ta już nie funkcjonowała, bo brak jest jej w wykazie parafialnym. W sprawozdaniu parafialnym z 1940 r. podawana jest liczba 524 katolików z osady Dziuchy. Tak nagły wzrost ludności wiązał się najpewniej z pobytem robotników przymusowych (lub jeńców). W tym czasie w Nowej Kaletce był obóz pracy (Arbeitsdienstalager). Najprawdopodobniej w czasie drugiej wojny światowej w Butrynach funkcjonował ośrodek pracy jeńców podległych obozowi macierzystemu w Olsztynku (Stalag I B Hohenstein). 
Wcześniej osada zapisywana jako Dzuchen (1868 r.), Przykop Leśny (1868 r.) Dziuchy (1881 r.), Dziuchy albo Trzyścianki (1947 r.), Dziuchy (1951 r.). Dawna osada robotników leśnych.